# Wehrsoldgesetz
Das Wehrsoldgesetz (WSG) regelt in Deutschland den Bezug von Geld- und Sachleistungen für Soldaten im Wehrdienst nach dem Wehrpflichtgesetz (Freiwilliger Wehrdienst) oder dem Vierten Abschnitt des Soldatengesetzes (Wehrübung).

## Leistungen
Der Wehrdienstleistende kann im Rahmen des WSG folgende Leistungen erhalten:
- Wehrsold (§ 2); die Tagessätze nach Dienstgrad ergeben sich aus Anlage 1 zu § 2 Abs. 1 WSG
- Verpflegung (§ 3)
- Unterkunft (§ 4)
- Dienstbekleidung (§ 5)
- Heilfürsorge (§ 6)
- Wehrdienstzuschlag (§ 8c)
- Auslandsverwendungszuschlag (§ 8f)
- Besondere Vergütung (§ 8g); monatlich zahlbar in Abhängigkeit von der Belastungsgruppe gem. Anlage 2 zu § 8g Abs. 1 WSG
- Zulage für Soldaten beim Bundesamt für Migration und Flüchtlinge (§ 8h)
- Entlassungsgeld (§ 9)

## Anpassung im November 2015
Mit der Neufassung des Unterhaltssicherungsgesetzes (USG) wurde auch das Wehrsoldgesetz zum 1. November 2015 geändert.
Insbesondere entfiel zum 1. November 2015 der Leistungszuschlag nach dem Wehrsoldgesetz. Dafür wird seit dem 1. November 2015 der Verpflichtungszuschlag gemäß § 10 Abs. 3 USG gezahlt. In der Folge wurde auch die Zentralverfügung B2-1320/0-0-1 „Verpflichtungsmöglichkeiten für Reservistinnen und Reservisten“ überarbeitet.